# Merle Frohms
Merle Frohms (Celle, 28 gennaio 1995) è una calciatrice tedesca, portiere del Wolfsburg e della nazionale tedesca.
Più volte convocata con le nazionali giovanili della Germania, è stata campione d'Europa con la formazione Under-17 nell'edizione 2012 e, con quella Under-20, campione del Mondo nell'edizione di Canada 2014. Con quella maggiore ha conquistato il bronzo olimpico all'edizione di Parigi 2024.

## Carriera

### Club
Merle Frohms gioca nelle formazioni giovanili miste del Fortuna Celle, società dell'omonimo centro della Bassa Sassonia dove cresce con i genitori, mettendosi in luce e attirando l'attenzione degli osservatori del Wolfsburg che nell'ottobre 2010 le offre l'opportunità di giocare in una squadra interamente femminile sottoscrivendo un contratto annuale per la stagione 2011-2012.
Inserita in rosa nella formazione Under-17, al termine del suo primo campionato ottiene la fiducia della società che le rinnova il contratto per due anni, inserendola in organico con la squadra titolare alla guida del tecnico Ralf Kellermann già dal campionato 2012-2013, debuttando in Frauen-Bundesliga, massimo livello del campionato tedesco, il 9 dicembre 2012, nell'incontro vinto 3-0 sul Gütersloh 2009. Con le compagne condivide l'eccezionale stagione coronata da un treble misto, vincendo campionato, DFB-Pokal der Frauen (coppa) 2013 e l'edizione 2012-2013 di UEFA Women's Champions League.
Dal campionato successivo è in rosa sia nella squadra riserve (Wolfsburg II) iscritta alla 2. Bundesliga Nord (secondo livello) che, come vice del portiere titolare Almuth Schult, con la prima squadra, con cui vincerà nuovamente campionato e, pur non essendo mai impiegata da Kellermann, la Champions League.
Nel giugno 2014 la società, ritenendola una risorsa per il futuro, comunica di aver esteso per altri due anni il suo contratto In questo periodo condivide il raggiungimento della seconda posizione in campionato in entrambe le stagioni dietro il Bayern Monaco, di un solo punto nella combattuta Frauen-Bundesliga 2014-2015 e più nettamente nella successiva, e la conquista delle due coppe di Germania, superando in finale il Turbine Potsdam per 3-0 nell'edizione 2014-2015, e il Sand per 2-1 in quella seguente.
Frohms si accorda con la società estendendo la sua collaborazione per un altro campionato, condividendo con le compagne il primo double nazionale vincendo il titolo di Campione di Germania 2016-2017 e la Coppa di Germania 2017.
Nel 2018 Frohms si è accordata con il Friburgo, lasciando il Wolfsburg dopo sette anni. Dopo due stagioni al Friburgo, nell'estate 2020 si è trasferita all'Eintracht Francoforte.
Nell'estate 2022 è tornata al Wolfsburg dopo quattro anni.

### Nazionale
Frohms inizia ad essere convocata dalla federazione calcistica della Germania (DFB) fin dal 2010, chiamata a rappresentare il proprio paese nelle nazionali giovanili in due occasioni, inizialmente la Under-15 per passare alla Under-16 l'anno successivo. Il 16 dicembre 2010 viene inserita titolare nell'amichevole disputata tra la formazione Under-17 e quella Under-19 d'Israele, vinta dalla Germania 5-0, per essere in seguito inserita in rosa dal tecnico Anouschka Bernhard nella squadra che affronta la fase finale dell'edizione 2012 del campionato europeo di categoria, impiegata fin dal primo minuto nella semifinale del 26 giugno vinta 2-0 sulle avversarie della Danimarca e nella combattuta finale di Nyon del 29 giugno dove le tedesche si laureano campionesse d'Europa superando la Francia solo ai tiri di rigore. Frohms in quell'occasione è determinante nella conquista del titolo, parando i due ultimi rigori a Chloé Froment e Ghoutia Karchouni recuperando la rete mancata dalla compagna Sara Däbritz all'inizio della sequenza.
Bernhard la inserisce titolare nella formazione che, grazie alla vittoria all'europeo, affronta il mondiale Under-17 di Azerbaigian 2012. Frohms viene impiegata in tutte le sei partite disputate dalla sua squadra, raggiungendo le semifinali dove il 9 ottobre viene sconfitta 2-1 dalla Corea del Nord e nuovamente nella "finalina" del 13 ottobre dal Ghana per 1-0.
Maren Meinert, responsabile della formazione Under-19, la chiama come vice di Meike Kämper nella squadra impegnata nelle qualificazioni all'Europeo di Galles 2013. Frohms fa il suo debutto con la maglia della U-19 nell'amichevole del 21 novembre 2012 vinta 4-0 sulle avversarie della Svezia, rilevando Kämper al 46' quando il risultato era già su 3-0 per le tedesche.
La Germania, superato al primo posto dei rispettivi gironi nelle due fasi di qualificazione, accede alla fase finale; Meinert le preferisce Kämper tranne che nell'incontro del 25 agosto 2013 pareggiato 1-1 con la Finlandia e deve condividere con le compagne l'eliminazione alle semifinali da parte della Francia.
Meinert la convoca nuovamente come vice di Kämper per le qualificazioni, dove Frohms viene impiegata in tre occasioni, alla fase finale dell'Europeo di Norvegia 2014, condivide con le compagne il percorso nel torneo che le vedranno eliminate al secondo turno, giunte seconde dopo il Belgio e non riuscendo a superare l'Irlanda come migliore seconda.
Grazie al risultato all'Europeo di Galles 2013, la Germania ha accesso al Mondiale Under-20 di Canada 2014. Meinert, incaricata di selezionare le giocatrici per la nazionale tedesca Under-20, inserisce nuovamente in rosa la coppia di portieri Kämper e Frohms, facendo debuttare quest'ultima il 3 marzo 2014 al Torneo di La Manga, dove la Germania supera per 4-2 le avversarie dell'Inghilterra. In estate condivide il percorso che vede la sua nazionale conquistare il suo terzo titolo mondiale di categoria, venendo impiegata in una sola occasione, fin dal primo minuto nella partita del 12 agosto 2014 all'Olympic Stadium di Montréal, dove la Germania si impone per 5-1 sulle avversarie del Brasile.
Dopo un periodo di quattro anni dove abbandona la maglia della nazionale per raggiunti limiti d'età, Frohms viene convocata dal commissario tecnico ad interim Horst Hrubesch nella nazionale maggiore come riserva, debuttando il 6 ottobre 2018 allo Stadion Essen, Essen, nell'amichevole vinta per 3-1 sull'Austria rilevando la titolare Lisa Schmitz all'inizio del secondo tempo.
Da allora sia Hrubesch che Martina Voss-Tecklenburg, che lo rileva alla guida tecnica della nazionale tedesca dall'inizio del 2019, la convocano con regolarità, venendo  inserita nella lista delle 23 calciatrici convocate al Mondiale di Francia 2019 comunicata il 14 maggio come vice di Almuth Schult e Laura Benkarth. Voss-Tecklenburg decide di concederle maggiore fiducia dandole il posto da titolare negli incontri della fase di qualificazione all'Europeo di Inghilterra 2022 e di nuovo in occasione dell'edizione 2020 dell'Algarve Cup.

## Palmarès

### Club

#### Competizioni nazionali
- Frauen-Bundesliga: 3

Wolfsburg : 2012-2013, 2013-2014, 2016-2017
- DFB-Pokal der Frauen: 4

Wolfsburg : 2012-2013, 2014-2015, 2015-2016, 2016-2017

#### Competizioni internazionali
- UEFA Women's Champions League: 2

Wolfsburg : 2012-2013, 2013-2014

### Nazionale
- Bronzo olimpico: 1

Parigi 2024
- Campionato europeo femminile under 17 di calcio: 1

Svizzera 2012
- Campionato mondiale femminile under 20 di calcio: 1

Canada 2014